# Marantochloa cuspidata
Marantochloa cuspidata är en strimbladsväxtart som först beskrevs av William Roscoe, och fick sitt nu gällande namn av Milne-redh. Marantochloa cuspidata ingår i släktet Marantochloa och familjen strimbladsväxter. Inga underarter finns listade.